# Лайт, Лили
Лили Лайт (англ. Lily Laight) — британская юная актриса из графства Девон.

## Карьера
Родом из театральной семьи. Дебютировала на сцене в возрасте двух лет. Впервые появилась в театре Babbacombe в возрасте семи лет, когда она выступила на разогреве у труппы Kidz Aloud troupe. После успеха в конкурсе «Torbay’s Got Talent» стала выступать солисткой Babbacombe theatre, где в частности исполняла песню «Christmas Laughter Party». Помимо выступления в театрах Лондона, она также активно снимается в кино и на телевидении.

## Фильмография

### Фильмы и телевидение
| Год  | Название        | Роль                      | Примечания                       |
| ---- | --------------- | ------------------------- | -------------------------------- |
| 2012 | Комик Стрип     | Молодая Энни              | Эпизод: «Переход к реабилитации» |
| 2012 | Отверженные     | Перевоплащающаяся девочка | В титрах не указана              |
| 2013 | Тереза Ракен    | молодая Тереза Ракен      |                                  |
| 2013 | Доктор Мартин   | Беки Вид                  | Эпизод: «Послушность волка»      |
| 2013 | Частоты         | Мари в детстве            |                                  |
| 2014 | С любовью, Рози | Кэти Данн                 |                                  |

### Театр
| Год  | Постановка               | Роль            | Театр                    | Примечание                                             |
| ---- | ------------------------ | --------------- | ------------------------ | ------------------------------------------------------ |
| 2011 | Матильда                 | Аманда Трипп    | Cambridge Theatre        | West End Ноябрь 2011 — Апрель 2012                     |
| 2013 | Звуки музыки             | Луиза вон Трапп | Regents Open Air Theatre | Июль — Сентябрь 2013                                   |
| 2013 | Зов на Запад             | различные       | Babbacombe Theatre       | Песни из West End мюзиклов в Лондоне и подтанцовка.    |
| 2014 | Зов на сегодня           | различные       | Babbacombe Theatre       | Песни из West End мюзиклов в Лондоне и подтанцовка.    |
| 2014 | Однажды на Рождество     | различные       | Babbacombe Theatre       | Ноябрь-Декабрь. Песни и подтанцовки.                   |
| 2015 | Музыка ночи              | различные       | Babbacombe Theatre       | По четвергам с апреля по октябрь. Песни и подтанцовки. |
| 2015 | Рождественская вечеринка | различные       | Babbacombe Theatre       | По пятницам с апреля по октябрь. Песни и подтанцовки.  |